# Biserica de lemn din Brăzești
Biserica de lemn din Brăzești a fost strămutată în cartierul Cetate din municipiului Alba Iulia, fiind folosită ca biserică parohială. A fost adusă din localitatea Brăzești, sat aparținător orașului Baia de Arieș, județul Alba. Construită în anul 1769, biserica se află înscrisă pe noua listă a monumentelor istorice sub codul LMI: AB-II-m-A-00193. Are hramul "Învierea Domnului".

## Istoric și trăsături
Fără prispă, după vechea tradiție, lăcașul înscrie un dreptunghi, cu absida decroșată (1,12 m), poligonală, cu cinci laturi. Acoperirea interioară este formată dintr-un tavan drept peste pronaos și din câte o boltă semicilindrică peste naos, retrasă de la linia pereților lungi, și peste altar, închisă spre est prin timpanul ce se reazimă pe suprafața de racordare cu conturul laturilor absidei. Dimensiuni: nava, 7,94 m/6,75 m, ale absidei: sud 1,82 m, nord 1,62 m; sud-est, nord-est 1,56 m; est, 1,60 m.
Învelitoarea de șiță, mai coborâtă peste absidă, este întreruptă asupra pronaosului, de o clopotniță cu două foișoare și coif. Meșterul a preluat și pentru consolele foișorului mare forma celor de la pereți, cu profile ce sugerează „capul de cal”, marginea balustradelor fiind și ea decorată, în cea de jos regăsindu-se frunza de iederă.
Intrările lăcașului, cele de pe latura de sud, una pentru femei și alta pentru băabați, după un obicei arhaic, întâlnit și în alte zone ale Apusenilor, ca și aceea dintre pronaos și naos, (construind singura străpungere a peretelui), au ancadramente bogat crestate, motivele, variate, fiind dominate de cele geometrice: unghiul, triunghiul, semicercul, dar mai ales frunza de iederă.
Din inscripțiile roase de vreme, s-au adunat, cu greutate, știrile că lăcașul  a fost construit în 1769, iscusiții meșteri fiind: Panța, Simion și Popa Tavlu. Pe ancadamentul de sud, spre pronaos, din inscripția, grav avariată, se mai distinge: „...Panța, Simion și Popa Tavlu...”; pe cel spre naos: „la anii 1769 martie 9 zile”; pe cel dintre pronaos și naos: „...Muncelu scris-am eu popa Tavlu ot Rămeți, ctitorii pomenească Dumnezeu”.